# 하세가와 아이
하세가와 아이(일본어: 長谷川 愛, 1990년 2월 6일 ~ )는 일본의 배우이다.